# Rantířov
Rantířov (deutsch Fußdorf) ist eine Gemeinde in Tschechien. Sie liegt sechs Kilometer nordwestlich des Stadtzentrums von Jihlava und gehört zum Okres Jihlava.

## Geographie
Rantířov befindet sich in der Böhmisch-Mährischen Höhe am rechten Ufer der Jihlava in einer Flussschleife. Der mährische Ort liegt an der durch die Jihlava gebildeten historischen Landesgrenze zu Böhmen. Südlich erheben sich die Blanka (Vogelberg, 603 m) und Pekelský vrch (Wolfsgrubenberg, 579 m), im Osten der U svatého Antonína (Antoniberg, 629 m). Durch den Ort verläuft die Bahnstrecke Veselí nad Lužnicí–Jihlava.
Nachbarorte sind Vyskytná nad Jihlavou im Norden, Plandry im Nordosten, Staré Hory im Osten, Horní Kosov und Hosov im Südosten, Vysoká im Süden, Pekelský Mlýn und Dvorce im Südwesten, Rounek im Westen sowie Nový Rounek im Nordwesten.

## Geschichte
Die erste schriftlich Erwähnung von Fussdorf stammt aus dem Jahre 1359. Die an einer Furt durch die Igel gelegene Ansiedlung lag im Altenberger Silberbergbaurevier. Fußdorf war zur Iglauer Stadtkirche St. Jakob gepfarrt. 1576 wurde der Ort als Fueßdorf oder Ranczirzov bezeichnet. Der tschechische Name leitet sich von einem Rittergeschlecht Ranožír ab, das zu den Urahnen der Herren von Praschma gehörte und zwischen 1225 und 1238 nachweisbar war.

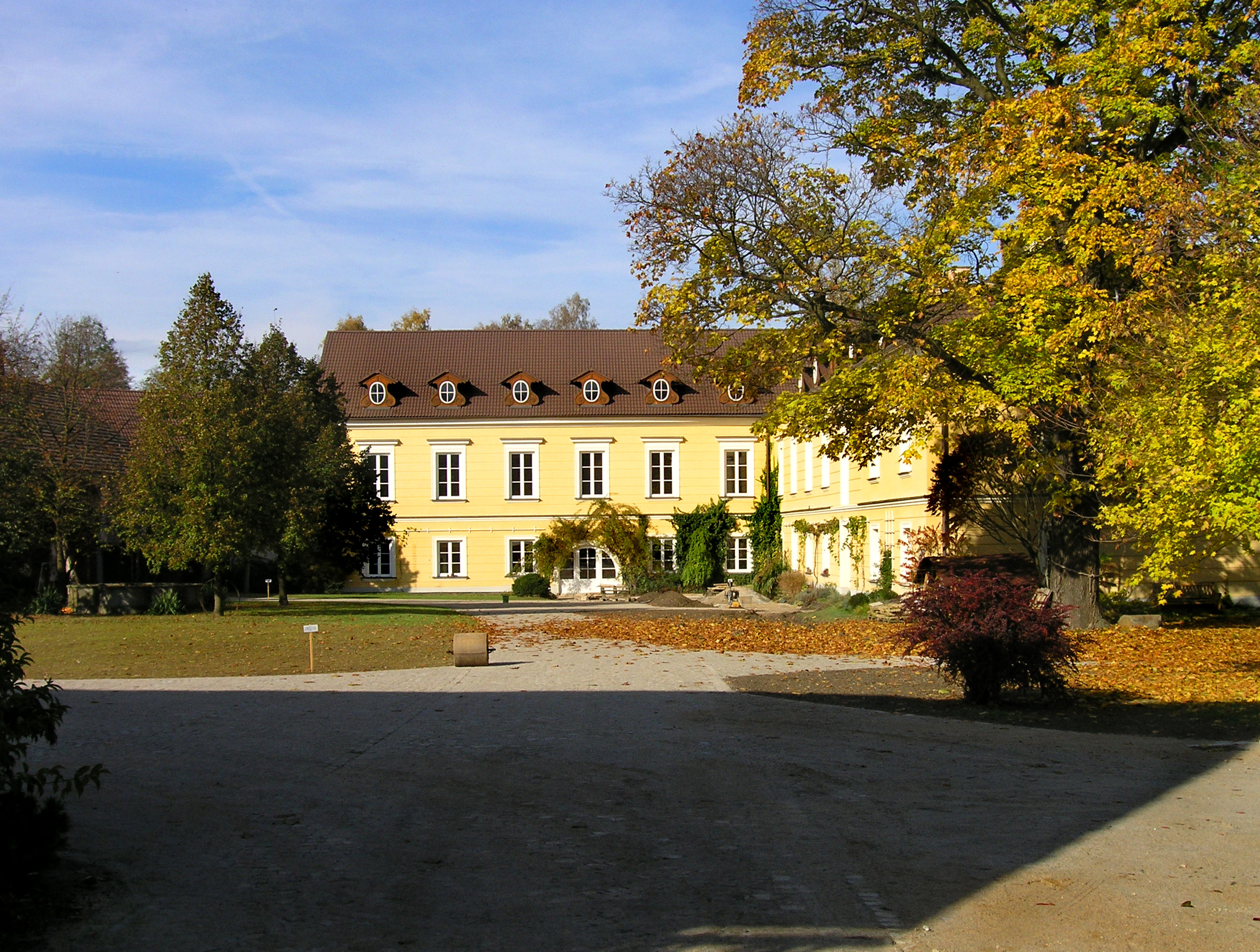
Schloss Rantířov

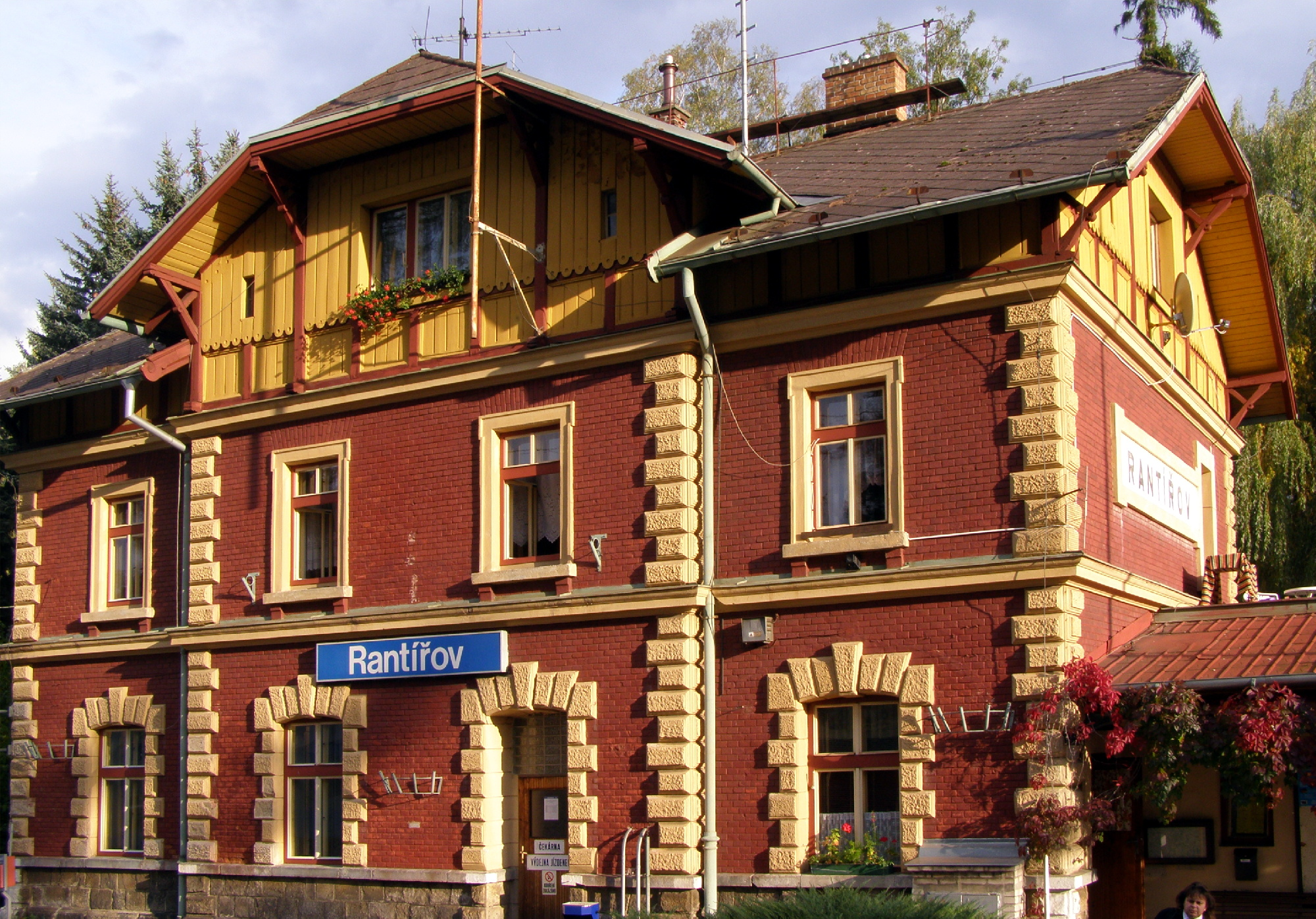
Bahnstation Rantířov

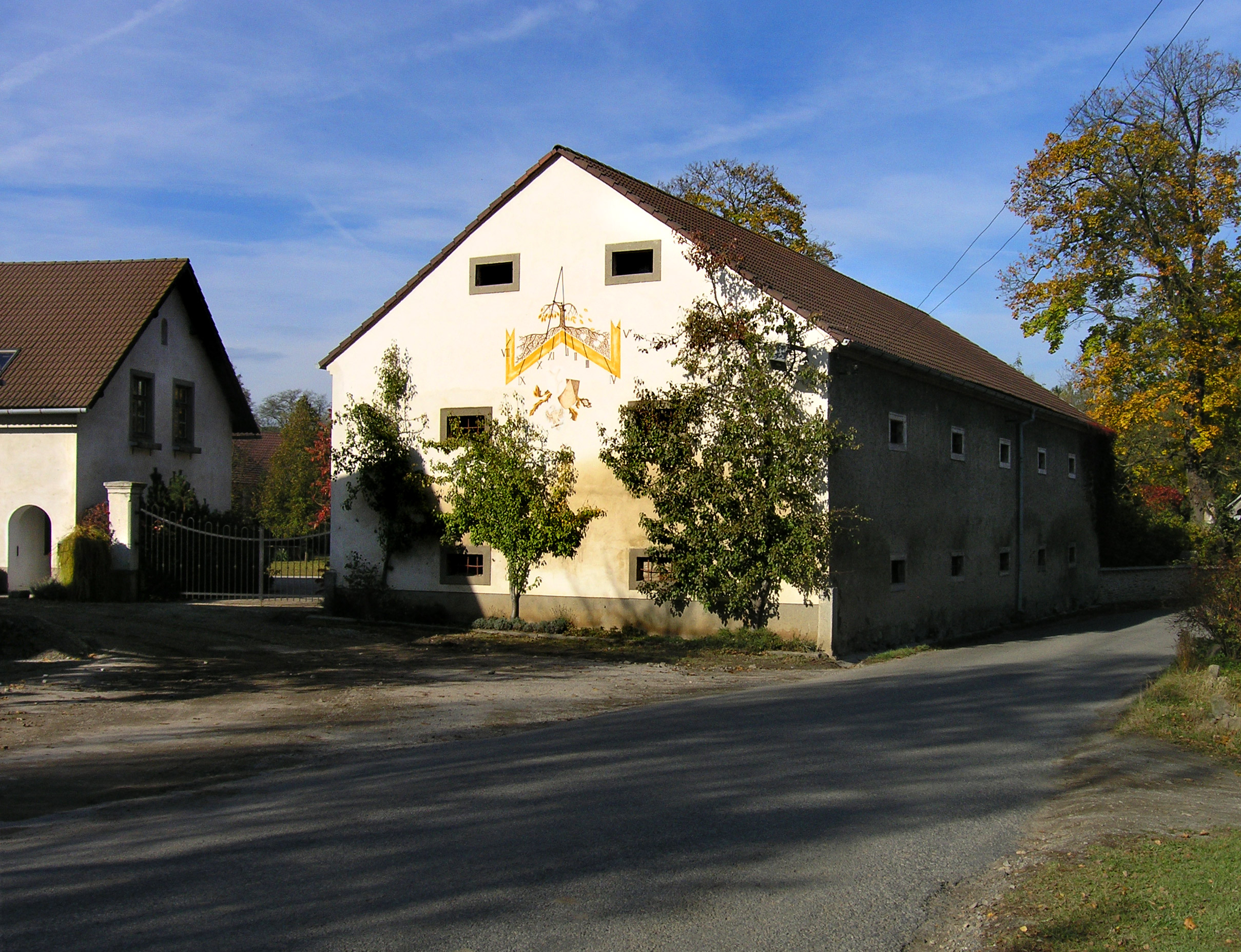
Ehemaliger Kornspeicher

Fußdorf entstand als bäuerliche Ansiedlung und wandelte sich schnell zu einem Bergort, dessen Anwesen Iglauer Bürgern gehörten. Zum Ende des 14. Jahrhunderts besaß die Familie Pilgramer das gesamte Dorf. Ab 1373 waren die Brüder Jacob und Johann Pilgramer Erbrichter von Fußdorf, die gehörten zu den reichsten Bürger der Stadt. Margarethe Pilgramer, die seit 1488 Besitzerin von Fußdorf war, überließ 1495 ihre Einnahmen aus dem Dorf den Iglauer Dominikanern und das Dorf dem Rat zu Iglau. Der Iglauer Rat führte gemeinsam mit der Tuchmacherzunft und dem Dominikanerkloster einen langen Wasserrechtsstreit mit Jaroslav Trčka von Lípa, dem Besitzer der böhmischen Seite. Dieser wurde 1576 durch eine von Kaiser Maximilian einberufene Kommission beigelegt. 1623 verlor die Stadt Iglau als Strafe wegen ihrer Beteiligung am Ständeaufstand die Güter in Fußdorf. Den konfiszierten Besitz erhielt das Dominikanerkloster. Nach dessen Aufhebung wurde Fußdorf ab 1783 vom Religionsfonds verwaltet. Dieser verpachtete die Güter 1798 an Friedrich und Marie Eleonore Goldlin, die sie im Jahre 1800 käuflich erwarben. Sieben Jahre später erwarb der Iglauer Erbpostmeister Georg Prokop von Lilienthal das Dorf. Zum Gut Fußdorf gehörten eine Brauerei, Brennerei, Stärkefabrik und ein schlossähnlicher Wohnsitz einschließlich 311 ha Land. Fußdorf war überwiegend von Deutschen besiedelt und gehörte zur Iglauer Sprachinsel. 1842 bestand der Ort aus 34 Häusern und hatte 364 Einwohner.
Nach der Aufhebung der Patrimonialherrschaften bildete Fusdorf ab 1850 einen Ortsteil der Gemeinde Hossau im Bezirk Iglau. Nach dem Zweiten Weltkrieg wurde die deutsche Bevölkerung vertrieben. Der Besitzer des Gutes František Šašek, der bereits 1939 von den Nationalsozialisten enteignet worden war, verlor seinen Besitz 1948 erneut durch die Kommunisten. Im Jahre 1948 entstand die Gemeinde Rantířov im Okres Jihlava-okolí. 1989 erfolgte die Eingemeindung nach Jihlava, die bis 1990 bestand. 1991 erhielt Vladimír Šašek die Güter in Restitution zurück.

## Ortsgliederung
Für die Gemeinde Rantířov sind keine Ortsteile ausgewiesen. Zu Rantířov gehören die Ansiedlungen Damle, auch Táml (Damling) und Pekelský Mlýn.

## Sehenswürdigkeiten
- Zaječí skok (Hasensprung), Felsformation und Naturreservat an der Jihlava, nordöstlich des Dorfes
- Statue des hl. Johannes von Nepomuk